# Opigena polygona
Opigena polygona là một loài bướm đêm trong họ Noctuidae.